# Mayra Huerta
Mayra Yaratzeth Huerta Hernández (* 14. September 1970 in Guadalajara) ist eine ehemalige mexikanische Beachvolleyballspielerin.

## Karriere
Huerta spielte ihre ersten internationalen Turniere 1995 und 1996 mit Velia Eguiluz Soto. Ihre besten Ergebnisse in dieser Zeit waren zwei 13. Plätze bei den Espinho und Bali Open. Außerdem traten Huerta/Velia beim olympischen Turnier in Atlanta an. Dort schieden sie allerdings nach Niederlagen gegen die Französinnen Prawerman/Lesage und das indonesische Duo Timy / Eta bereits in der Vorrunde aus.
1997 bildete Huerta ein neues Duo mit Laura Almaral Palafox. Bei der ersten offiziellen Weltmeisterschaft in Los Angeles kamen Huerta/Laura auf den 33. Platz. Auf der World Tour waren 17. Plätze 1997 in Osaka, 1998 in Toronto und 1999 in Acapulco die besten Ergebnisse. 1999 traten die beiden Mexikanerinnen zum zweiten Mal bei einer Weltmeisterschaft an und wurden 17. in Marseille.
Beim ersten Turnier mit ihrer neuen Partnerin Teresa Galindo Mata wurde Huerta Neunte der Fortaleza Open. 2001 folgten weitere Top-Ten-Ergebnisse in Macao, Osaka und Maoming. Bei der WM 2001 in Klagenfurt gewannen Huerta/Galindo ihre Dreiergruppe in der Vorrunde und erreichten die erste Hauptrunde; dort unterlagen sie ihren Landsfrauen Gaxiola/García.
2003 spielte Huerta jeweils drei Grand Slams und Open-Turniere mit Laura Almaral Palafox. Das beste Resultat war der 17. Platz in Rhodos. 2004 trat Huerta erneut mit Galindo Mata an. Nach einem 33. Rang in Fortaleza gab es bei vier weiteren Open-Turniere jeweils Platz 41. Anschließend beendete Mayra Huerta ihre Karriere.

## Privates
Huerta ist mit dem mexikanischen Beachvolleyballspieler Joel Sotelo Villalobos verheiratet.